# Balduíno Joaquim de Meneses
Dr. Balduíno Joaquim de Meneses, primeiro e único barão de Meneses (Rio de Janeiro, 17 de junho de 1830 — Rio de Janeiro, 26 de junho de 1908), foi um médico e nobre brasileiro. 
Doutor em medicina pela Faculdade de Medicina do Rio de Janeiro. Casou-se em 1887 com Maria Jacinta Alves Barbosa (1829 - 1901), viúva de Francisco Rodrigues Barbosa Júnior, filha de Jacinto Alves Barbosa, primeiro barão de Santa Justa e de sua mulher, a baronesa do mesmo título. Não tiveram filhos.
Foi agraciado barão por decreto de 19 de março de 1887.